# Robert Fleming (Komponist)
Robert James Berkeley Fleming (* 12. November 1921 in Prince Albert/Saskatchewan; † 28. November 1976 in Ottawa) war ein kanadischer Komponist, Pianist, Organist, Chorleiter und Musikpädagoge.

## Leben
Fleming hatte als Kind Musikunterricht bei seiner Mutter und verschiedenen Lehrern in  Saskatoon, wurde zehnjährig Mitglied im Chor der St. John’s CAthedral unter Leitung von W. Seemer Betts und trat bei Musikfestivals als Solist und Chorsänger, Pianist und Klavierbegleiter auf. Von 1937 bis 1939 studierte er am Royal Conservatory of Music in London Klavier bei Arthur Benjamin und Komposition bei Herbert Howells. Nach seiner Rückkehr nach Kanada debütierte er 1940 in der Darke Hall in Regina und tourte durch Saskatchewan.
1941–1942 setzte er seine Ausbildung bei Lyell Gustin fort und war Hilfsorganist an der Church of St. Alban the Martyr in Saskatoon. Am Toronto Conservatory of Music studierte er bis 1945 Komposition bei Healey Willan, Klavier bei Norman Wilks, Dirigieren bei Ettore Mazzoleni sowie Orgel bei Frederick Silvester und John Weatherseed. 1945–1946 unterrichtete er am Upper Canada College.
Ab 1946 arbeitete er für den National Film Board of Canada als Komponist und von 1958 bis 1970 als Musikdirektor. 1953 leitete er als Musikdirektor das Ottawa Ballet Festival. Als Organist und Chorleiter wirkte er von 1954 bis 1956 an der Glebe United Church, von 1959 bis 1970 an der St. George’s Anglican Church in Ste-Anne-de-Bellevue und ab 1972 an der St. Matthias’ Church in Ottawa. Ab 1970 unterrichtete er zeitgenössische und kanadische Musik an der Carleton University.
Unter den zahlreichen Kompositionen Flemings finden sich mehr als 250 Film- und Ballettmusiken, mehr als 50 Orchesterwerke, Klavier- und Orgelstücke, Chorwerke und Lieder. Besonders erfolgreich waren seine Sonatina for piano (1941), das Ballett Shadow on the Prairie (1952), und The Confession Stone (1966, ein Auftragswerk für Maureen Forrester). Das  Canadian Music Council (ab 1990 das Canada Council) vergibt einen jährlichen Robert Fleming Award for Young Composers, den u. a. André Lamarche (1979), Denys Bouliane (1980), Anthony Genge (1981), Denis Dion (1983), Guy Perron (1986) und Jacques Tremblay (1991) erhielten. Einen weiteren Robert Fleming Award vergibt die Ottawa Music Festival Association.

## Werke
- The Wealden Trio 'Song of the Women'  für Frauenchor und Streichquartett, 1940
- Sonatina für Klavier, 1941
- Five Modernistics für Klavier, 1946
- Six Variations on a Liturgical Theme für Streichorchester, 1946
- Coulter Songs, 1946–54
- Chapter 13, Ballett, 1948
- Shadow on the Prairie, Ballett, 1951
- A Musician in the Family für Posaune und Klavier, 1952
- Songs on texts by Paul Hiebert, 1952–53
- Red River Country and Seaboard Sketches (1953)
- Romance, Ballett, 1954
- A Two Piece Suite für zwei Klarinetten und Bassklarinette, 1958
- Ballet Introduction für großes Orchester, 1960
- Study No. 4 für Klavier, 1960
- Colours of the Rainbow and Maritime Suite für Holzbläserquartett, Streichquartett und Harfe, 1962
- Three Miniatures for Brass Quintet, 1962
- Go for Baroque für Flöte, Oboe und Cembalo, 1963
- Three Dialogues for Flute or Oboe Solo 1964
- Concerto 64 für Klavier und Orchester, 1964
- You Name It Suite für Streichorchester, 1964
- Brass Quintet, 1965
- Concerto for Tuba 1966
- The Confession Stone, 1966
- String Quartet, 1969
- Prairie Sailor, folk cantata, 1970
- Almost Waltz für Flöte und Klavier, 1970
- Divertimento für Orgel, zwei Oboen und Streicher, 1970
- Explorations für Akkordeon, 1970
- Threo für Sopransaxophon und Klavier, 1972
- Hexad für Orchester, 1972
- Our Mind Was the Singer, Liedzyklus für Bariton und Orchester, 1972
- Songs on texts by Robert Finch, 1972
- Folk Songs from Prince Edward Island, 1973
- Of a Timeless Land für Alt und Orchester, 1974
- Folk Lullabies (traditional) für mittlere Stimme und Klavier, 1975